# Уакота (тауншип, Миннесота)
Уакота (англ. Wacouta) — тауншип в округе Гудхью, Миннесота, США. На 2000 год его население составило 410 человек.

## География
По данным Бюро переписи населения США площадь тауншипа составляет 25,3 км², из которых 10,8 км² занимает суша, а 14,5 км² — вода (57,27 %).

## Демография
По данным переписи населения 2000 года здесь находились 410 человек, 153 домохозяйства и 126 семей.  Плотность населения —  38,1 чел./км².  На территории тауншипа расположено 193 постройки со средней плотностью 17,9 построек на один квадратный километр. Расовый состав населения: 97,32 % белых, 0,24 % афроамериканцев, 1,22 % коренных американцев, 0,73 % азиатов и 0,49 % приходится на две или более других рас. Испанцы или латиноамериканцы любой расы составляли 0,49 % от популяции тауншипа.
Из 153 домохозяйств в 39,2 % воспитывались дети до 18 лет, в 74,5 % проживали супружеские пары, в 1,3 % проживали незамужние женщины и в 17,0 % домохозяйств проживали несемейные люди. 15,0 % домохозяйств состояли из одного человека, при том 8,5 % из — одиноких пожилых людей старше 65 лет. Средний размер домохозяйства — 2,68, а семьи — 2,98 человека.
26,8 % населения младше 18 лет, 4,1 % в возрасте от 18 до 24 лет, 28,0 % от 25 до 44, 28,0 % от 45 до 64 и 12,9 % старше 65 лет. Средний возраст — 42 года. На каждые 100 женщин приходилось 101,0 мужчин.  На каждые 100 женщин старше 18 приходилось 104,1 мужчин.
Средний годовой доход домохозяйства составлял 63 958 долларов, а средний годовой доход семьи —  71 250 долларов. Средний доход мужчин —  45 000  долларов, в то время как у женщин — 30 000. Доход на душу населения составил 29 281 доллар. За чертой бедности находились 2,3 % семей и 2,9 % всего населения тауншипа, из которых 4,8 % младше 18 лет.